# Robert Wessinger

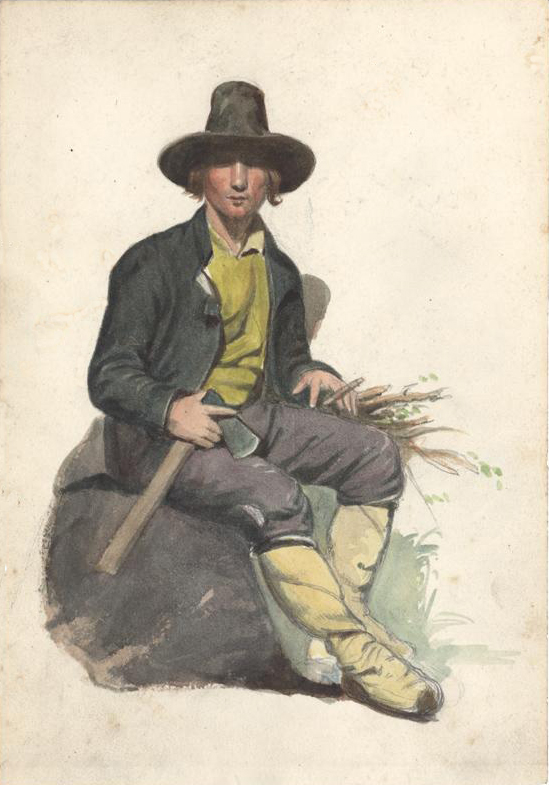
Italienischer Arbeiter

Robert Wessinger (* 1825 in Asperg; † 1894 in Darmstadt) war ein deutscher Porträt-, Landschafts- und Genremaler.
Geboren als Sohn eines in Asperg amtierenden Schultheißen, studierte Robert Wessinger ab dem 7. Juli 1847 an der Königlichen Akademie der Künste in München.
Die Jahre 1851 und 1852 verbrachte Wessinger in Rom, wo er Mitglied des Deutschen Künstlervereins wurde. Vom römischen Aufenthalt brachte er Bilder der italienischen Landschaften und Folklore. Er schuf auch biblische und mythologische Darstellungen.
Nach seiner Rückkehr im Jahr 1852 lebte Wessinger in Württemberg und Stuttgart, dann ab 1860 in Darmstadt, wo er im Alter von 69 Jahren verstarb.